# Provincia de Iğdır
La provincia de Iğdır (turco: Iğdır, kurdo: Îdir, armenio: Իգդիր, azerí: İğdır, ruso: Игдир, persa: ایگدیر) es una de las 81 provincias en que está dividida Turquía, administrada por un gobernador designado por el Gobierno central.
Se encuentra junto a la frontera con la república de Armenia, de la que le separa el río Aras, y en el lado norte del monte Ararat. Es territorio turco desde el tratado de Kars (1921); antes formó parte brevemente de la república de Armenia, previamente del gobierno ruso de Ereván, y antes (hasta la Guerra ruso-persa) de Persia.
La capital provincial es la ciudad de Iğdır. Dentro de esta provincia se encuentra el monte Ararat (5137 metros), en donde la tradición sitúa el lugar en donde se posó el Arca de Noé tras el Diluvio Universal.
Distritos:
- Aralık
- Iğdır
- Karakoyunlu
- Tuzluca